# Арагацаван
Арагацава́н (вірм. Արագածավան) — село в марзі Арагацотн, на заході Вірменії.
Село розташоване за 31 км на північний захід від Таліна і за 65 км на південь від Гюмрі на оточеній кам'янистими пагорбами долині, за 2 км від кордону з Туреччиною і від річки Ахурян, яка розділяє дві країни.
Село розташоване на залізниці Єреван — Тбілісі на ділянці Армавір — Гюмрі. По трасі до Гюмрі відстань становить 65 км, а залізницею 64 км. Прилеглими селами є Артені (на південному сході від села) і Гетап (на північ від села).
У селі знаходиться церква, побудована в VII столітті або раніше. Будинки побудовані за часовим планом, кам'яні. Питна вода береться з Ахуряна.
У 1974 році Арагацаван став селищем міського типу. Після адміністративної реформи у Вірменії знову отримав статус села.
Основна частина населення займається садівництвом, плодівництвом та вівчарством.
Клімат сухий та спекотний.